# Linkeroever
Pour l’article homonyme, voir Linkeroever (film).
Linkeroever est un quartier de la ville belge d'Anvers situé sur la rive gauche de l'Escaut.
Le quartier, qui regroupe les anciennes paroisses de Borgerweertpolder et de Sint-Annaparochie op het Vlaams Hoofd (ou Sint-Anneke), appartenait autrefois à la commune de Zwijndrecht et a été rattaché sous le nom de Linkeroever à Anvers le 19 mars 1923 et fait ainsi partie depuis la création des districts en 1983 de l'arrondissement d'Anvers. Au 31 décembre 2017, Linkeroever comptait 14,819 habitants. Historiquement, Linkeroever appartenait au pays de Waes (Waasland) mais, aujourd'hui, il est totalement autonome de cette région naturelle, tant sociologiquement que du point de vue paysager.
Le code postal est 2050.